# خاویر امبویامبا
خاویر امبویامبا (انگلیسی: Xavier Mbuyamba؛ زادهٔ ۳۱ دسامبر ۲۰۰۱) بازیکن فوتبال اهل پادشاهی هلند است.
از باشگاه‌هایی که در آن بازی کرده‌است می‌توان به باشگاه فوتبال ام‌وی‌وی ماستریخت اشاره کرد.
وی همچنین در تیم ملی فوتبال زیر ۱۹ سال هلند بازی کرده‌است.

## ملی
امبویامبا یک ملی پوش هلندی جوانان است و اولین بازی خود را برای تیم زیر ۱۹ سال هلند در نوامبر ۲۰۱۹ انجام داد، و کل بازی را در یک تساوی دوستانه ۳–۳ مقابل مکزیک بازی کرد.
او همچنان واجد شرایط بازی برای تیم ملی فوتبال کنگو از طریق تبار است زیرا پدرش در این کشور آفریقایی متولد شده‌است.